# アザニド
アザニド (英: Azanide) とは、陰イオン NH−
2 のIUPAC命名法による名称である。NH−
2 の誘導体はほとんどの場合アミドと呼ばれるため、アザニドという用語はあまり知られていない。有機官能基 –C(O)NR
2 もまたアミドと呼ばれるにもかかわらずである。NH−
2 イオンはアンモニアの共役塩基なので、アンモニアの自己解離により生じる。通常、強塩基またはアルカリ金属を用いたアンモニアの脱プロトン化により得られる。アザニドイオンの H-N-H 結合角は104.5°である。

## アルカリ金属誘導体
アザニド化合物としてはアルカリ金属誘導体が最もよく知られている。例えば、リチウムアミド、ナトリウムアミド、カリウムアミドなどがある。これらの塩様の固体は、液体アンモニアを強塩基で処理するか、触媒の存在下で直接アルカリ金属で還元することで得られる。
2 M + 2 NH
3 → 2MNH
2 + H
2,  ただし M = Li, Na, K
銀アミド (AgNH
2) も同様に調製される。
アミド配位子をもつ遷移金属錯体は、塩の複分解や金属アンミン錯体の脱プロトン化によって得られることが多い。